# Du wahrer Gott und Davids Sohn, BWV 23

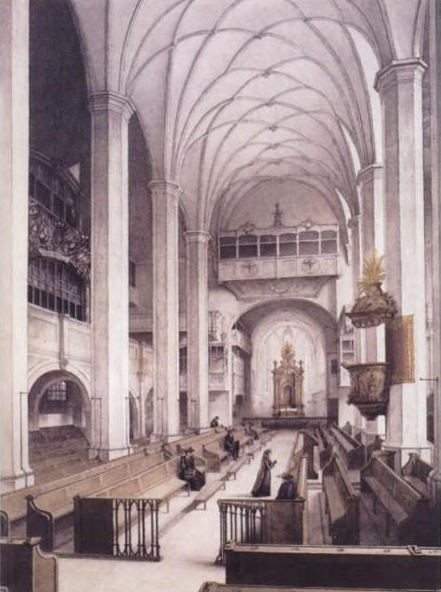
Thomaskirche, 1885.

Du wahrer Gott und Davids Sohn, BWV 23 (Tú, verdadero Dios e hijo de David) es una cantata de iglesia escrita por Johann Sebastian Bach en Köthen entre 1717 y 1723 para el domingo de Quinquagesima, el último domingo antes de Cuaresma, y fue estrenada como pieza de audición para el puesto de Thomaskantor en Leipzig el 7 de febrero de 1723.
Bach tuvo listos al menos los tres primeros movimientos para la audición en Leipzig y pudo haber añadido bastante más tarde el significativo último movimiento, derivado de la Pasión de Weimar perdida. La cantata trata de la curación de un ciego cerca de Jericó. El autor anónimo no se alejó demasiado del evangelio, haciendo que el ciego llamara a Jesús en el primer movimiento, y que le rogara a Jesús que no pasara el segundo movimiento. En el último movimiento Bach presenta una versión ampliada del himno "Christe, du Lamm Gottes", el Agnus Dei alemán de la misa luterana. Escribió la cantata para tres solistas vocales, un coro a cuatro voces, y un conjunto instrumental barroco con oboes, instrumentos de cuerda y bajo continuo.
Posiblemente Bach dirigió la interpretación de la obra en la audición de Leipzig en la Thomaskirche el 7 de febrero de 1723, probablemente después del sermón. La cantata se interpretó nuevamente para la misma ocasión el 20 de febrero de 1724, reforzando esta vez las voces mediante un coro de viento metal en el movimiento final.

## Historia
Bach probablemente compuso esta cantata en Köthen entre 1717 y 1723 para el domingo de Quinquagesima (también conocido como Estomihi), No obstante, fue revisada para ser incluida como segunda pieza de audición (junto con Jesus nahm zu sich die Zwölfe, BWV 22) en una prueba para aspirar el cargo de Thomaskantor en Leipzig. La obra fue estrenada allí el 7 de febrero de 1723 (después del sermón), y fue interpretada de nuevo el 20 de febrero de 1724. No está claro si una interpretación de prueba de la versión revisada en 1723 tuvo lugar en Köthen antes de la audición de Bach en Thomaskirche.
Bach posiblemente dirigió la interpretación de la obra en la audición de Leipzig en la Thomaskirche el 7 de febrero de 1723, probablemente después del sermón. No está claro si una interpretación de "prueba" de la versión revisada 1723 tuvo lugar en Köthen antes de la audición de Bach. Bach interpretó de nuevo la cantata para la misma ocasión el 20 de febrero de 1724, reforzando las voces mediante un coro de viento metal en el movimiento final. Cuando interpretó de nuevo la cantata entre 1728 y 1731, volvió a la original de Köthen y actuó sin instrumentos de viento metal.

## Análisis

### Texto
Las lecturas establecidas para ese día eran de la primera epístola a los corintios, "elogio del amor" (1 Corintios 13:1-13), y del evangelio según San Lucas, la curación de un ciego cerca de Jericó (Lucas 18:31-43).
Se desconoce el autor del texto. El domingo fue significativo porque era la última oportunidad para tocar música de cantata antes de que comenzara el tiempo tranquilo de Cuaresma. El tema del coral "Christe, du Lamm Gottes" apareció por primera vez impreso en Braunschweig, publicado por Johannes Bugenhagen en Wittenberg en 1525. El tema es una adaptación del arreglo que Lutero había hecho del Kyrie eleison en su Deutsche Messe de 1525.

### Instrumentación
La obra está escrita para tres solistas vocales (soprano, alto y tenor) y un coro a cuatro voces; cornetto, tres trombones (o trompetas), dos oboes, dos violines, viola y bajo continuo.

### Estructura
Consta de cuatro movimientos, cuya interpretación dura unos veinte minutos. En la siguiente tabla de movimientos la partitura dividida en voces, viento y cuerda, sigue el Neue Bach-Ausgabe de la versión interpretada en 1724. Esta versión, que está en si menor, emplea oboes d'amore (Oa) en el primer movimiento y metales interpretando colla parte con las voces en el movimiento final, un coro de cornetto (Ct) y tres trombones (Tb) (o trompetas (Tr)). Conforme al experto en Bach Alfred Dürr, la versión interpretada en la audición de 1723 no tenía refuerzo de instrumentos de viento metal, coincidiendo con la orquestación de la otra pieza para la audición. La versión originalmente compuesta, que no fue interpretada hasta 1728, que estaba en do menor, tenía oboes en el movimiento inicial y no aparecía el viento metal. El bajo continuo no aparece en la lista, ya que toca a lo largo de toda la obra. Las tonalidades y los compases están tomados de Alfred Dürr.
| N.º | Título                         | Texto            | Tipo               | Voces | Viento     | Cuerda | Tonalidad             | Compás |
| --- | ------------------------------ | ---------------- | ------------------ | ----- | ---------- | ------ | --------------------- | ------ |
| 1   | Du wahrer Gott und Davids Sohn | Anon.            | Aria dúo           | S A   | 2Oa        | 2Vl Va | si menor              | 4/4    |
| 2   | Ach! gehe nicht vorüber        | Anon.            | Recitativo y coral | T     | 2Ob        | 2Vl Va |                       | 4/4    |
| 3   | Aller Augen warten, Herr       | Anon.            | Coro               | T     | 2Ob        | 2Vl Va | re mayor              | 3/4    |
| 4   | Christe, du Lamm Gottes        | Agnus Dei alemán | Coral              | SATB  | Ct 3Tb 2Ob | 2Vl Va | fa # menor - si menor | 4/4    |

En esta cantata, Bach combina elementos de ritornello y concerto escribiendo para expandir su registro de experimentación estructural. Aunque el coral fue una adición posterior, su melodía se había incorporado con anterioridad en la pieza. El tema del texto es optimista, sin embargo la música a lo largo de toda la pieza transmite una sensación de tristeza subyacente. Craig Smith describe la cantata como "una de las más densas y de las más grandes". El estudioso de Bach Christoph Wolff señala que el dúo de apertura y también los pasajes de dúo en el coro son del estilo de las cantatas seculares de Bach escritas en Köthen.
1. Du wahrer Gott und Davids Sohn
El primer movimiento, Du wahrer Gott und Davids Sohn (Tú, verdadero Dios e hijo de David), es "un vigoroso y en cierto modo enigmático quinteto" para las voces de soprano y alto (que asumen el rol del ciego frente a Jesús) con unos poco activos oboe y bajo continuo. El movimiento está en forma ternaria adaptada con un ritornello "italianizante" al inicio y al cierre. La línea de la soprano incluye un motivo descendente, que insinúa un desarrollo armónico y emocional posterior. Hay una "espinosa, incluso incómoda yuxtaposición de métricas binarias y ternarias" durante todo el dúo.
2. Ach! gehe nicht vorüber
El recitativo para tenor, Ach! gehe nicht vorüber (Ah, no pases de largo), es bastante similar al de bajo en Jesus nahm zu sich die Zwölfe, BWV 22: ambas están en modo mayor y utilizan secuencias de acordes que subyacen a la línea vocal. Este movimiento incluye una interpretación instrumental de la melodía del coral de clausura en el oboe y el violín.
3. Aller Augen warten, Herr
El coro, Aller Augen warten, Herr (Los ojos de todos te esperan, Señor), es "parecido a una danza aunque no tanto que nos haga seguir el ritmo con el pie, importante pero no exaltadamente, empleando el coro completo pero comedido a lo largo de la pieza". La forma que sigue es un rondó libre con largos episodios intercalados de dúo de tenor y bajo. El inicio incluye el motivo BACH.
4. Christe, du Lamm Gottes
El coral final, Christe, du Lamm Gottes (Cristo, cordero de Dios), establece el mismo verso tres veces, que probablemente representan la Trinidad y buscan llamar la atención del oyente al relato de la Pasión. Empieza con "una de las músicas de mayor peso y más laboriosa que Bach haya compuesto jamás". La introducción instrumental varía entre los diversos arreglos: el primero y segundo comienzan con un oboe en sol menor, el tercero con un contrapunto imitativo sobre el continuo. La estructura armónica del movimiento es inestable, finalizando en un acorde de do mayor que no se resuelve. Hay una coda final de Amén, anunciado por una figura sincopada.

## Discografía selecta
De esta pieza se han realizado una serie de grabaciones entre las que destacan las siguientes.
- 1962 – J.S. Bach: Cantatas BWV 23 & 159. Kurt Thomas, Frankfurter Kantorei, Deutsche Bachsolisten, Ursula Buckel, Eva Bornemann, Johannes Hoefflin (Cantate)
- 1973 – Les Grandes Cantates de J.S. Bach Vol. 29. Fritz Werner, Heinrich-Schütz-Chor Heilbronn, Württembergisches Kammerorchester Heilbronn, Ingeborg Reichelt, Barbara Scherler, Friedrich Melzer (Erato)
- 1973 – J.S. Bach: Das Kantatenwerk Vol. 2. Gustav Leonhardt, Tölzer Knabenchor, King's College Choir, Leonhardt Consort, Paul Esswood, Marius van Altena (Teldec)
- 1974 – Bach Cantatas Vol. 2. Karl Richter, Münchener Bach-Chor, Münchener Bach-Orchester, Edith Mathis, Anna Reynolds, Peter Schreier (Archiv Produktion)
- 1977 – Die Bach Kantate Vol. 28. Helmuth Rilling, Gächinger Kantorei, Bach-Collegium Stuttgart, Arleen Augér, Helen Watts, Aldo Baldin, Niklaus Tüller (Hänssler)
- 1995 – J.S. Bach: Complete Cantatas Vol. 3. Ton Koopman, Amsterdam Baroque Orchestra & Choir, Barbara Schlick, Elisabeth von Magnus, Paul Agnew (Antoine Marchand)
- 1998 – J.S. Bach: Cantatas Vol. 8. Masaaki Suzuki, Bach Collegium Japan, Midori Suzuki, Yoshikazu Mera, Gerd Türk (BIS)
- 1999 – Bach Edition Vol. 5: Cantatas Vol. 2. Pieter Jan Leusink, Holland Boys Choir, Netherlands Bach Collegium, Ruth Holton, Sytse Buwalda, Nico van der Meel (Brilliant Classics)
- 2000 – Bach Cantatas Vol. 21. John Eliot Gardiner, Monteverdi Choir, Clare & Trinity Colleges Choirs, English Baroque Soloists, Ruth Holton, Claudia Schubert, James Oxley (Soli Deo Gloria)
- 2007 – J.S. Bach: Cantatas for the Complete Liturgical Year Vol. 6. Sigiswald Kuijken, La Petite Bande, Siri Thornhill, Petra Noskaiová, Marcus Ullmann, Jan van der Crabben (Accent)
- 2007 – J.S. Bach: Jesus, deine Passion. Philippe Herreweghe, Collegium Vocale Gent, Dorothee Mields, Petra Noskaiova, Matthew White, Jan Kobow (Harmonia Mundi France)